# Hilário de Arles
Hilário de Arles foi um nobre e de origem pagã, nascido por volta do ano de 401 no norte da Gália. Foi um alto funcionário do governo e, tempos depois, foi convertido ao cristianismo pelo bispo Honorato de Arles (426-430), com quem tinha laços de parentesco. Tomou o hábito de monge e tornou-se recluso no Abadia de Lérins. Após a morte de Honorato, tornou-se bispo de Arles (430-449).

## Vida e obras
Fora ele o presidente do I Concílio de Orange, em 441, reunido para tratar do semipelagianismo, doutrina que se estendia pelas Gálias, entre outros assuntos. Como escritor, deixou a belíssima hagiografia de São Honorato.
Foi ele incumbido, juntamente com Germano de Auxerre, de coibir os abusos do clero em algumas províncias da Gália. O bispo Celidônio de Viena, acusado processualmente por ele de violação e homicídio, recorre à Roma e obtém o apoio de Leão I. Estando Hilário em Roma, apresenta as provas contra Celidônio ao papa, este as recusa e manda encarcerar Hilário de modo a fazê-lo justificar-se perante um concílio convocado para aquele fim. Hilário, consegue voltar à Gália e é excomungado pelo concílio. 
Valentiniano III, levado pela decisão dos eclesiásticos, ordena então que o patrício Aécio, em campanha nas Gálias, levasse Hilário à prisão, acusado de trair os princípios pastorais da Igreja, expressos no concílio.
Pouco tempo depois os bispo provinciais de Viena, através de uma carta, reportam ao papa a eleição do Bispo de Ravênio de Arles (449-456 ou 461?), em substituição a Hilário. Logo após esse facto deu-se sua morte.